# Poetes metafísics

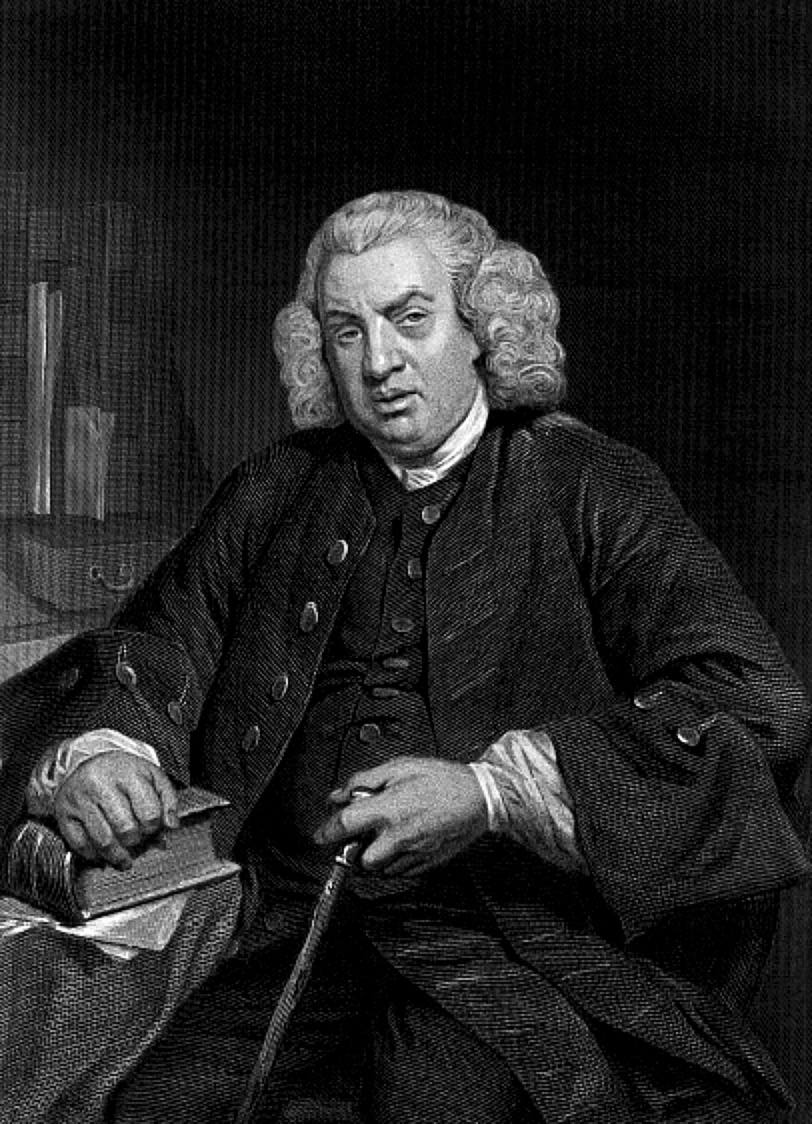
Dr. Samuel Johnson, creador de la denominació «Poetes metafísics».

Els poetes metafísics eren un grup poètic de la literatura anglesa del segle xvii. No formaven una associació formal, sinó que el terme va sorgir de la tradició crítica posterior, especialment als escrits de Samuel Johnson. El nom prové de l'afició d'aquests autors a usar conceptes filosòfics complexos i jocs de paraules als seus versos, sovint de caràcter existencial. Guarden un paral·lelisme amb altres moviments internacionals del barroc, com el conceptisme espanyol, però amb major càrrega simbòlica i referencial. El seu to greu fins i tot en gènere trivials i l'anàlisi lingüística de rerefons escolàstic van marcar les generacions que imitarien els metafísics en èpoques posteriors. Entre els poetes metafísics destaquen John Donne, John Cleveland, Andrew Marvell i Richard Crashaw.

## Origen del nom
Al capítol sobre Abraham Cowley en el seu Lives of the Most Eminent English Poets ((1779–1781)), Samuel Johnson es refereix al començament del segle xvii en el que «va aparèixer una raça d'escriptors que poden denominar-se poetes metafísics". Això no implica necessàriament que pretengués utilitzar la metafísica en el seu veritable sentit, en el sentit que probablement s'estava referint a un comentari de John Dryden, que va escriure John Donne:
| « | Ell incorre en la metafísica (...) en els seus versos romàntics, on hauria de regnar la natura; confon la ment del bell sexe amb boniques especulacions filosòfiques, quan hauria d'ocupar-se dels seus cors, | » |

John Dryden desaprovava els excessos estilístics de Donne, particularment les seves elaborades al·lusions i la seva tendència a les abstraccions hiperbòliques. Tant Dryden com Johnson tenien els poetes metafísics en molt poca estima, considerant que el seu estil era massa abstracte i que les seves enginyoses comparacions semblaven forçades. Johnson va dictaminar:
| « | Les idees més heterogènies són unides amb violència les unes a les altres; la natura i l'art són saquejades a la recerca d'il·lustracions, comparacions i al·lusions. La seva erudició instrueix i la seva subtilesa sorprèn, però el lector comunment sent que ambdues alegries li costen car i, encara que de vegades senti admiració, rara vegada obté satisfacció. | » |

Quan es va tractar de justificar les seves acusacions amb exemples, Johnson va citar només tres poetes: el mateix Cowley, John Donne i John Cleveland, el que no és suficient per a una condemna tan general. Tanmateix, va repetir la desaprovació dels crítics anteriors que defensaven els cànons rivals de la poesia augusta, perquè encara que Johnson hagi donat a l'escola metafísica el nom amb què ara se la coneix, estava lluny de ser el primer de condemnar la poètica del segle xvii, l'ús de presumpció i joc de paraules. John Dryden ja havia satiritzat el gust barroc per ells en el seu Mac Flecknoe i Joseph Addison, en citar-ho, va destacar la poesia de George Herbert com per proporcionar un exemple flagrant.

## Reconeixement del segle XX
No hi ha consens acadèmic respecte de quins poetes o poemes anglesos s'ajusten al gènere metafísic. Colin Burrow, escrivint per a l'Oxford Dictionary of National Biography, i assenyala a John Donne, George Herbert, Henry Vaughan, Andrew Marvell i Richard Crashaw com «figures centrals», mentre nomena molts més, que tot o part del seu treball ha estat identificat com compartint les seves característiques. Dues antologies del segle XX han estat importants per definir el cànon metafísic: Herbert Grierson a Metaphysical Lyrics and Poems of the Seventeenth Century (1921), i Helen Gardner a Metaphysical Poets (1957). Aquesta obra també va incloure poetes 'protometafísics' com William Shakespeare i Walter Raleigh i, estenent-se a la Restauració anglesa, va portar Edmund Waller i John Wilmot. Encara que exhaustiva, la seva selecció, com l'ho assenyala Burrow, dilueix l'estil de tal manera que és virtualment coextensiu amb la poesia del segle xvii.
Durant el transcurs de la dècada de 1920, T. S. Eliot va fer molt per establir la importància de l'escola, tant a través de la seva escriptura crítica com aplicant el seu mètode en el seu propi treball. El 1961 Alfred Álvarez comentava que «potser és una mica tard per a escriure sobre els metafísics». La gran moda de Donne va passar amb el pas del moviment experimental angloamericà a la poesia moderna. Dues dècades més tard, es va expressar una visió hostil que l'èmfasi en la seva importància havia estat un intent d'Eliot i els seus seguidors d'imposar un «alta història literària anglicana i realista» a la poesia anglesa del segle xvii.
L'opinió de Burrow, d'altra banda, és que el terme «poetes metafísics» encara conserva algun valor. La poesia de Donne va tenir una influència considerable als poetes posteriors, que van emular el seu estil. I hi ha diversos exemples en què poetes del segle xvii van usar la paraula «metafísic» en el seu treball, el que significa que la descripció de Samuel Johnson té alguna base en l'ús del segle anterior. Tanmateix, el terme aïlla els poetes anglesos d'aquells que van compartir trets estilístics similars a Europa i Amèrica. Des de la dècada de 1960, per tant, s'ha argumentat que reunir tots aquests sota el títol d'inclusiu de poetes barrocs seria més útil.

## Un sentit de comunitat
La definició de Johnson dels poetes metafísics va ser la d'un crític hostil que mira cap endarrere al segle anterior. Al 1958 Alfred Álvarez va proposar un enfocament alternatiu en una sèrie de conferències finalment publicades com The School of Donne. Això va servir per veure la pràctica i l'autodefinició del cercle d'amics sobre Donne, que van ser els destinataris de moltes de les seves lletres en vers. Eren un grup d'uns quinze joves professionals amb interès en la poesia, molts d'ells poetes, encara que, com Donne durant gran part de la seva vida, pocs d'ells van publicar el seu treball Tanmateix, les còpies es van distribuir en manuscrit entre ells. Les assignacions incertes van donar lloc a alguns poemes de la seva fraternitat, fossin assignats a Donne per editors posteriors.

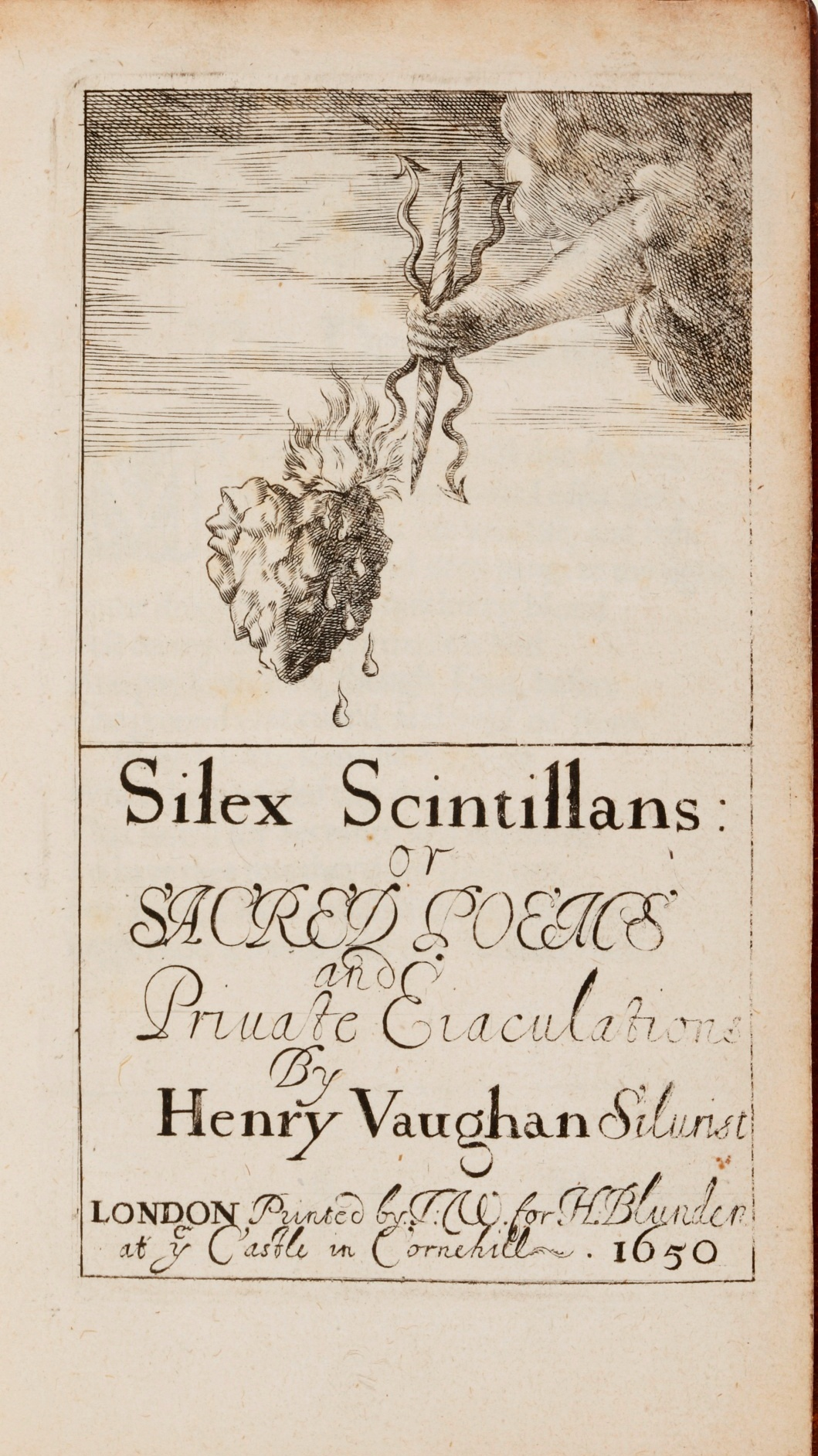
Portada de Sílex Scintillans d'Henry Vaughan, 1650

Una segona generació més jove va ser un grup molt unit de cortesans, alguns d'ells amb llaços familiars o professionals amb el cercle de Donne, que inicialment va prendre prestada la manera de Donne de cultivar l'enginy. Entre ells es trobaven Edward Herbert de Cherbury i el seu germà George, la mare del qual Magdalen va ser un altre recipient de cartes en vers de Donne. Finalment, George Herbert, Henry Vaughan i Richard Crashaw, tots coneguts entre si, van prendre la vida religiosa i van estendre el seu enfocament secular cap a aquesta nova àrea. Una generació posterior de poetes metafísics, escrivint durant la Commonwealth, es va tornar cada vegada més formulista i mancada de vitalitat.
El que tots tenien en comú, segons Alvarez, era l'estima, no per metafísica sinó per intel·ligència. L'observació de Johnson de que «escriure sobre el seu pla era almenys necessari llegir i pensar» no va fer sinó repetir el seu reconeixement un segle i mig abansen els nombrosos tributs que se li van pagar a Donne per la seva mort. Per exemple, el comentari de Jasper Mayne que per als companys lectors de la seva obra, «Som enginyosos, quan es comprèn».
Juntament amb això, va adquirir un vigorós sentit de la veu parlada. Començament amb la versificació aproximada de les sàtires escrites per Donne i d'altres en el seu cercle com Everard Gilpin i John Roe. Més tard es va modular als poemes religiosos reflexius de la generació següent amb les seves obertures exclamatives o conversacionals i el seu sentit de la ment jugant sobre el tema i examinant-ho per tots cantons. Helen Gardner també havia notat la qualitat dramàtica d'aquesta poesia com un discurs personal de discussió i persuasió, ja sigui parlant amb un amant físic, amb Déu, o amb una congregació de creients.

## Elegies
Un enfocament diferent per definir la comunitat de lectors és investigar qui parla de qui i de quina manera de la seva poesia. A la mort de John Donne, és natural que el seu amic Edward Herbert li escrigui una elegia plena de lògica metafísica d'alt vol i exagerada. De manera similar, Abraham Cowley marca les morts de Crashsaw i d'un altre membre del cercle literari de Donne, Henry Wotton. Aquí, tanmateix, encara que Cowley reconeix breument Crashaw com a escriptor («Poeta i sant»), el seu enfocament és a com la bondat de Crashaw va transcendir el seu canvi de religió. L'elegia és tant un exercici en una aplicació especial de lògica com ho va ser Edward Donbert a Donne. Henry Wotton, d'altra banda, no és recordat com a escriptor en absolut, sinó per la seva carrera pública. La conjunció del seu aprenentatge i el seu paper com a ambaixador es converteix en la metàfora estesa sobre la qual gira el tribut del poema. Dotze "Elegies sobre l'autor" van acompanyar la primera edició pòstuma recollida de l'obra de Donne, Poemes de JD amb elegies de la mort de l'autor (1633), i es van reimprimir en edicions posteriors al llarg dels següents dos segles.
El vincle d'Izaac Walton amb el cercle de Donne era més tangencial. Tenia amics en el Cercle de Great Tew, però en el moment de la seva elegia estava treballant com a investigador d'Henry Wotton, que tenia la intenció d'escriure la vida del poeta. Aquest projecte heretat per Walton després de la seva mort, ho va publicar sota el seu propi nom ñ 1640; va ser continuat per una vida de Wotton que va precedir la col·lecció de les obres de Wotton eñ 1651. Una vida de George Herbert les va seguir el 1670. Els vincles entre els elegistes de Donne eren, per tant, d'un ordre diferent al de Donne i el seu cercle d'amics, sovint no va ser més que una relació professional. I una vegada que es va llançar l'estil poètic, el seu to i enfocament van romandre disponibles com un model per a escriptors posteriors que potser no es comprometessin tan completament amb ell.

## Característiques
Herbert Grierson va intentar caracteritzar els trets principals de la poesia metafísica en la introducció a la seva antologia. Per a ell, comença amb una ruptura amb l'estil anteriorment artificial dels seus antecedents, amb un món lliure de dicció o convencions poètiques. Johnson va reconèixer tant en assenyalar que el seu estil «no s'aconseguiria mitjançant descripcions copiades de descripcions, imitacions preses d'imitacions, imatges tradicionals i símils hereditaris». Una altra característica destacada per Grierson és la dimensió barroca europea de la poesia, les seves «fantasies i hipèrboles que van ser la moda a tot Europa». Una vegada més, Samuel Johnson havia estat a part davant seu en descriure l'estil com «prestat de Marino i els seus seguidors». Va ser per l'ús de conceptes en particular que l'escriptura d'aquestes contraparts europees era coneguda com el Concettisme en italià i el Conceptismo en espanyol. De fet, Crashaw havia fet diverses traduccions de Giovan Battista Marino. Grierson va notar a més a més que el poeta una mica més vell, Robert Southwell —qui està inclòs en l'antologia de Gardner com a precursor—, havia après de l'estil antitètic i vanitós de la poesia italiana i també sabia espanyol.
La dimensió europea dels poetes catòlics Crashaw i Southwell ha estat comentada per altres. En l'opinió d'un crític de la dècada de 1960, definir l'abast de l'estil barroc a la poesia anglesa del segle xvii «també pot dir-se que ha pres el lloc de la discussió anterior del metafísic». Southwell conta com un pioner notable de l'estil, en partperquè els seus anys formatius es van passar fora d'Anglaterra i la circumstància que la vida posterior de Crashaw també va passar fora d'Anglaterra va contribuir a fer d'ell, als ulls de Mario Praz, «el més gran exponent de l'estil barroc en qualsevol llengua».

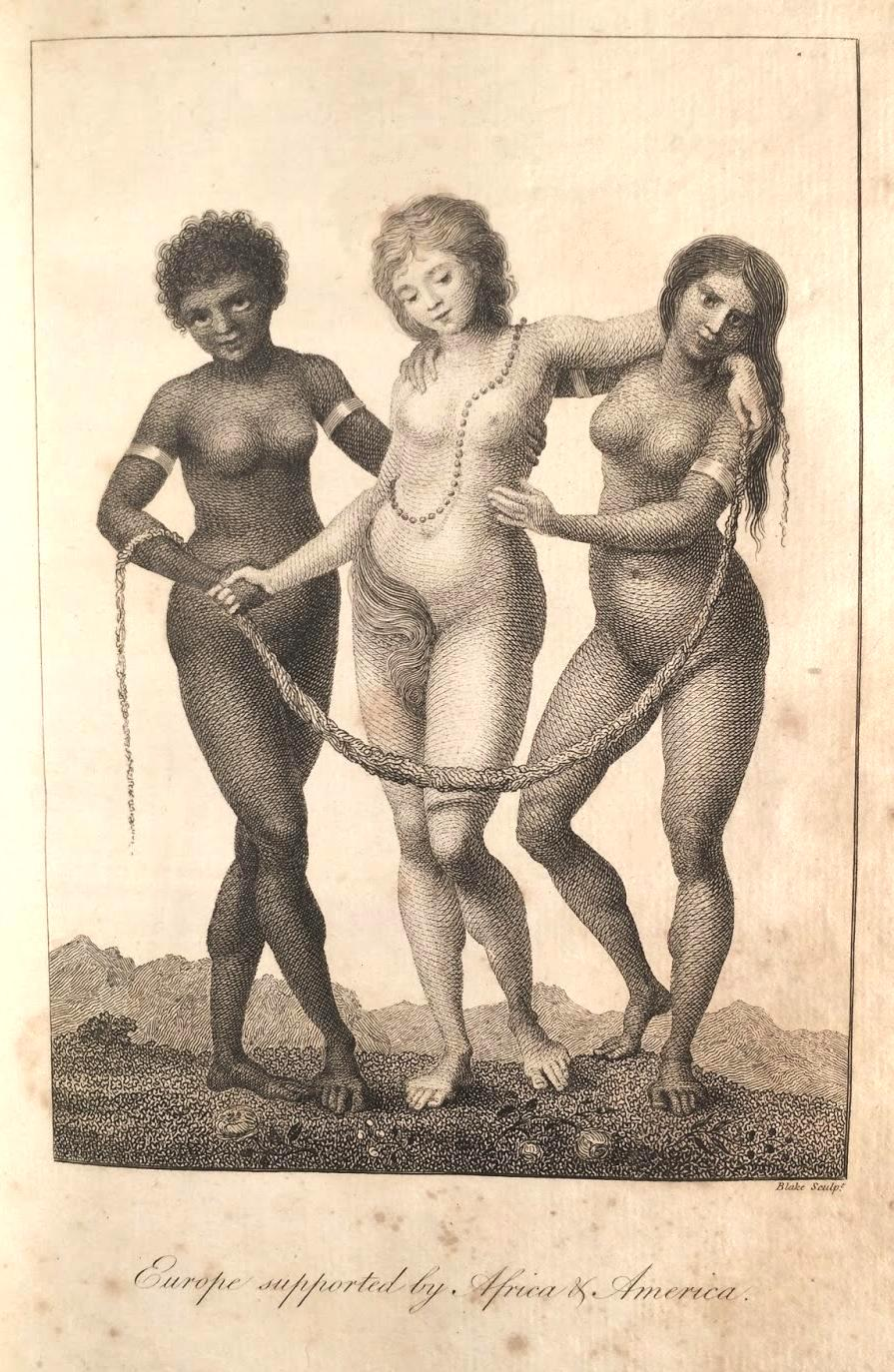
“Europe supported by Africa and America”, William Blake, 1796

La forma en què George Herbert i d'altres poetes anglesos «torturen una pobra paraula de deu mil maneres», en la frase de Dryden, troba el seu contra parteix en un poema com Sondagh de Constantijn Huygens amb les seves variacions verbals sobre la paraula «sol». Els jocs de paraules en aquesta escala no es limitaven als poetes metafísics, a més a més, sinó que es poden trobar als múltiples significats de «voluntat» que apareixen a Sonnet 135 de Shakespeare. i de 'sense' de John Davies «Que l'Ànima és més que una Perfecció o Reflexió del Sentit».
Un altre exemple sorprenent succeeix als poemes barrocs que celebren la «bellesa negra», construïda sobre l'oposició entre la norma de la bellesa femenina i les instàncies que desafien aquest tòpic. Hi ha exemples en sonets de Philip Sidney, on el contrast clau és entre «negre» i "«brillant»"; per Shakespeare, contrastant «negre» i diversos significats de «just»; i per Edward Herbert, on el negre, l'obscuritat i la nit contrasten amb la llum, la lluentor i l'espurna. Els cabells |i els ulls negres són el tema en els exemples en anglès, mentre que en general és el color de la pell amb el que els poetes romàntics tracten amb el mateix estil paradoxal. Entre els exemples s'inclouen La Gialletta Gallante d'Edward Herbert o Bellesa exòtica cremada pel sol i La Bella Schiave de Marino. Encara més espectacular, Luis de Góngora a En la fiesta del Santísimo Sacramento introdueix una diàleg crioll entre dues dones negres sobre la naturalesa de la seva bellesa.
Gran part d'aquesta exhibició d'enginy depèn de les convencions literàries perdurables i noméses distingeix com a pertanyent a aquesta o aquella escola pel mode de tractament. Però l'escriptura en anglès va més enllà en emprar idees i imatges derivades de descobertes científics o geogràfiques contemporanies per examinar qüestions religioses i morals, sovint amb uquen element de casuística. Portant una més gran profunditat i una qualitat més reflexiva a la seva poesia, aquestes característiques distingeixen el treball dels poetes metafísics de l'ús més lúdic i decoratiu de l'estil barroc entre els seus contemporanis.

## Ressons estilístics
Molt abans que se'l nomenés, l'enfocament poètic metafísic era un model disponible per a altres fora de les xarxes d'interconnexió d'escriptors del segle xvii, especialment els joves que encara no s'havien conformat amb una veu en particular. Els poemes escrits per John Milton quan encara era en la universitat són un cas il·lustratiu i n'inclouen alguns que es trobaven entre els seus primers treballs publicats, molt abans de la seva inclusió a Poemsde 1645. La seva On the Morning of Christ's Nativity (1629) i «On Shakespear» (1630) apareixen a l'antologia de Grierson; l'últim poema i «On the University Carrier» (1631) apareixen també a Gardner. Es pot en recordar també que en el moment en què Milton va compondre aquestes obres, John Cleveland, una mica més jove, era un company d'estudis a Christ's College, Cambridge, en qui la influència de l'estil metafísic va ser més duradora. En el cas de Milton, hi ha una diferència comprensible en la forma en la qual va comparar el seu estil amb els seus temes. Per a l'«Oda de la Nativitat» i el poema sobre Shakespeare va desplegar conceptes del barroc, mentre que els seus dos poemes sobre el Thomas Hobson van ser una successió de paradoxes de gran esperit. El que aleshores va tenir per títol «Un epitafi sobre l'admirable Dramaticke Poet, W. Shakespeare» es va incloure anònimament entre els poemes que van precedir la segona publicació de les obres de Shakespeare el 1632. Els poemes sobre Thomas Hobson van ser antologizats e] col·leccions titulades A Banquet of Jests (1640, reimprès el 1657) i Wit Restor’d (1685), entre claudàtors de les col·leccions de poesia de 1645 i 1673 publicades durant la vida de Milton.
El començament de la carrera d'escriptor de John Dryden va coincidir amb el període en què Cleveland, Cowley i Marvell van ser els primers d'aparèixer en publicacions. Encara no havia ingressat a la universitat quan va contribuir amb un poema sobre la mort d'Henry Lord Hastings als molts altres tributs publicats a Lachrymae Musarum (1649). Està tipificat per les imatges astronòmiques, la paradoxa, la hipèrbole barroca, el joc amb el vocabulari après —«una metampsicosis universal»— i la versificació irregular que inclou un eixam freqüent. El poema ha estat citat com la manifestació de «els extrems de l'estil metafísic», però en aquest, es troba bé amb altres que són com ell: «Elegy on the death of Henry Lord Hastings», per exemple, o Marvell, força més suau, «Upon the death of the Lord Hastings». Les diverses correspondències entre els poemes que n'hi ha de vegades s'expliquen com a resultat que el llibre fa una declaració realista encoberta. A les circumstàncies polítiques que van seguir la recent decapitació del rei, era prudent dissimular el dolor per ell, mentre es plorava a un altre, sota els arguments fosc] i estretament treballats típics de l'estil metafísic.
L'elecció de l'estil per part dels joves Milton i Dryden pot per tant explicar-se parcialment com contextual. Tots dos van passar a desenvolupar formes radicalment diferents d'escriptura; cap dels dos podia considerar-se com potencials poetes metafísics. Tampoc va poder Alexander Pope, tanmateix, la seva poesia primerenca evidencia un interès en els seus avantpassats metafísics. Entre les seves obres juvenils apareixen imitacions de Cowley. Quan era jove, va començar a treballar en l'adaptació de la segona sàtira de Donne, a la qual també havia afegit la quarta sàtira el 1735. Pope també va escriure el seu «Elegy to the Memory of an Unfortunate Lady» (1717) encara jove, va introduir en ella una sèrie de conceptes metafísics e] les línies que comencen amb “Most souls, ‘tis true, but peep out once an age”, que parcialment repeteixen un passatge del «Second Anniversary» de Donne. Para quan Pope va escriure això, la moda de l'estil metafísic havia acabat i una nova ortodòxia havia pres el seu lloc, de la qual la reescriptura de les sàtires de Donne era una expressió.